# Longmen
För andra betydelser, se Longmen (olika betydelser).
Longmen, även romaniserat Lungmoon,  är ett härad i Huizhous stad på prefekturnivå i provinsen Guangdong i sydöstra Kina. 
Longmen är indelat i två stadsdelsdistirkt, sju köpingar, en etnisk minoritetssocken och en adminstrativ enhet på sockennivå.
Stadsdelsdistrikt (jiedao):

- Longcheng (龙城街道)
- Pingling (平陵街道)

Köpingar (zhen):

- Dipai (地派镇)
- Longhua (龙华镇)
- Longjiang (龙江镇)
- Longtan (龙潭镇)
- Longtian (龙田镇)
- Mazha (麻榨镇)
- Yonghan (永汉镇)

Etnisk minoritetssocken för yaofolket (yaozu xiang): 
- Lantian (蓝田瑶族乡)

Område på sockennivå:
- Longmen Xian Mixi Linchang skogsbruk (龙门县密溪林场)